# The College Dropout
The College Dropout er debutalbummet fra rapperen Kanye West, der ligeledes selv er producer. Det blev udgivet i 2004 på Roc-A-Fella. Albummet fik stor succes og rigtig god kritik. College Dropout solgte 3.5 mio. eksemplarer i USA hvilket er Kanyes bedst sælgende album i USA. College Dropout har også vundet en grammy for Bedste Rap Album. Det anerkendte amerikanske musik magasin, Rolling Stone, kårede College Dropout til det tiende bedste album i 00'erne.

## Spor
1. "Intro", 0:19
2. "We Don't Care", 3:59
3. "Graduation Day", 1:22
4. "All Falls Down" (feat. Syleena Johnson), 3:43
5. "I'll Fly Away", 1:09
6. "Spaceship" (feat. GLC, Consequence), 5:24
7. "Jesus Walks", 3:13
8. "Never Let Me Down" (feat. Jay-Z, J. Ivy), 5:24
9. "Get 'Em High" (feat. Talib Kweli, Common), 4:49
10. "Workout Plan", 0:46
11. "The New Workout Plan", 5:22
12. "Slow Jamz" (feat. Twista, Jamie Foxx), 5:16
13. "Breathe In, Breathe Out" (feat. Ludacris), 4:06
14. "School Spirit Skit 1", 1:18
15. "School Spirit", 3:02
16. "School Spirit Skit 2", 0:43
17. "Lil Jimmy Skit", 0:53
18. "Two Words" (feat. Mos Def, Freeway, The Harlem Boys Choir), 4:26
19. "Through the Wire", 3:41
20. "Family Business", 4:38
21. "Last Call", 12:40